# Лотар (Западнофранкско кралство)
Вижте пояснителната страница за други личности с името Лотар.
Лотар ІV (на немски: Lothar; на френски: Lothaire) e крал на Западно-Франкското кралство в периода 954 – 986 г.

## Биография
Роден е през 941 г. в Лаон. Той е от династията на Каролингите, син на крал Луи IV и Герберга Саксонска.
Коронясан е за крал на Франция на 12 ноември 954 г. в Реймс. През 966 г. се омъжва за Ема Италианска, дъщеря на краля на Италия Лотар II и Аделхайд Бургундска.
Лотар умира през 986 г. и синът им Луи става крал на Франция. Луи обвинява майка си Ема и епископа на Лаон, че са отровили баща му и ги прогонва от двореца. След една година крал Луи умира без наследници.

## Деца
Лотар и Ема имат двама сина:
- Луи V Ленивия (* 920; † 21 май 987), крал на Западно-Франкското кралство от 986 г. и последният крал от Каролингите;
- Ото († 18 ноември 986), монах в Реймс.